# Touring Club Italiano
De Touring Club Italiano (TCI) is een in 1894 opgerichte Italiaanse vereniging, gericht op de behartiging van de belangen van het toerisme in Italië.